# Hatem Ben Arfa
Hatem Ben Arfa (Clamart, Francuska, 7. ožujka 1988.) francuski je nogometaš koji igra na poziciji krila. Trenutačno igra za Lille.
Rodio se u Francuskoj i tuniskog je porijekla. Ben Arfa je opisan kao "jedan od najbolje ocijenjenih talenata u Francuskoj", ali je bio kritiziran od strane medija zbog nedostatka discipline.

## Nogometni put

### Početak karijere
Ben Arfa je započeo svoju nogometnu karijeru u niželigaškim pariškim klubovima prije nego što se pridružio Lyonu.

### Newcastle United
Dana 27. kolovoza 2010, Ben Arfa je dogovorio osobne uvjete s Newcastleom, sljedećeg dana, klub je potvrdio da je potpisao s Ben Arfom ugovor o posudbi u trajanju jedne sezone. Odabrao je broj dresa 37. Debi je imao 11. rujna 2010, kad se pojavljuje kao zamjena u 2:0 porazu kod kuće od Blackpoola. Zabio je svoj prvi gol za Newcastle 18. rujna u 1:0 pobjedi protiv Evertona. Dana 3. listopada slomljena mu je tibija i fibula njegove lijeve noge dok je igrao u utakmici protiv Manchester Cityja. Ozljedio se nakon oštrog starta Nigel de Jonga.

### Paris Saint-Germain
U srpnju 2016. godine je Ben Arfa prešao u Paris Saint-Germain, gdje je potpisao dvogodišnji ugovor. U svojoj zadnjoj sezoni prije prelaska u pariški klub, Ben Arfa je zabio 17 golova i šest puta je asistirao u Ligue 1.

## Uspjesi
Olympique Lyonnais:
- Ligue 1 (4): 2004./05., 2005./06., 2006./07., 2007./08.
- Coupe de France (1): 2007./08.
- Trophée des champions (2): 2006., 2007.

 Olympique de Marseille:
- Ligue 1 (1): 2009./10.
- Coupe de France (1): 2009./10.
- Trophée des champions (1): 2010.

## Vanjske poveznice
- Soccernet profil[neaktivna poveznica]
- Profil  Arhivirana inačica izvorne stranice od 29. prosinca 2010. (Wayback Machine)om.net